# Українська загальна енциклопедія
Украї́нська зага́льна енцикльопе́дія «Книга знання» (УЗЕ) — перша енциклопедія українською мовою, видана у Львові у трьох томах (1930—1933).

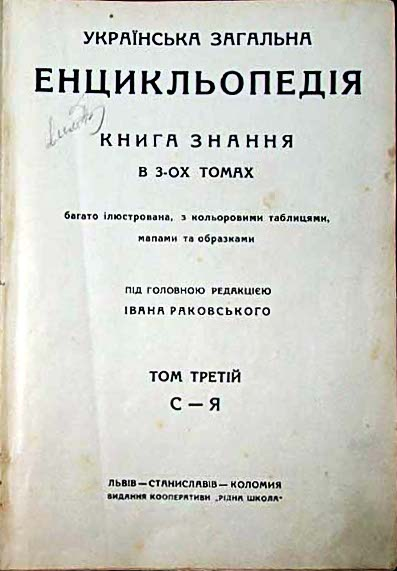
Титульна сторінки УЗЕ «Книга знання»

Видана кооперативою «Рідна Школа» (Львів — Станиславів — Коломия) у Львові за фінансовою допомогою кредитово-господарчої кооперативи «Покутського Союзу» в Коломиї та «Повітового Союзу Кооператив» у Станиславові. Виходила місячними зшитками (128 сторінок) від квітня 1930 року — останнє число (№ 30) вийшло в липні 1933 року. Писалося «Харківським» правописом.
Після виходу першого тому, в радянській Україні виникла ідея створення аналогічної енциклопедії — Української радянської енциклопедії

## Редакційна колегія
Головний редактор Іван Раковський, члени редакційної колегії: Володимир Дорошенко, Михайло Рудницький, Василь Сімович (редактор відділу «Україна»); і ще 136 авторів. Ілюстраційні таблиці до загальної частини виконала фірма «Ф. А. Брокгауз» у Ляйпціґу; кольорові мапи виконали фірми «Піллер-Найман» і «Унія» у Львові. Текстові ілюстрації з клішарні «Фототип» у Львові.

## Вміст
УЗЕ була побудована за зразком чужих енциклопедій, але мала самостійне значення в ділянці інформації про Україну: близько 8 000 українознавчих гасел (на бл. 34 000 усіх) і багатий (322 сторінок) відділ «Україна».

## Бібліографічний опис
- Українська загальна енцикльопедія : Книга знання : в 3 т. / під головною редакцією Івана Раковського. — Львів ; Станіслав ; Коломия : Рідна школа, 1930—1933.